# 鬼妻娜娜
帕卡农，或简称为Mae Nak或Nang Nak（娜娜），是泰国著名的女鬼。根据当地民间传说，这个传说始于拉达那哥欣时代的拉玛三世统治末期至拉玛四世国王统治期间发生的事件，已列入泰国国家级非物质文化遗产的民间文学。

## 形象描述
鬼妻娜娜有着一头长发，身着纱拜，缠着缠腰布。她会站在岸边抱着孩子。

## 常见传说
有着美丽外表的娜娜是帕卡隆人，她住在运河岸边。与丈夫马戈婚后依然维持着甜蜜的感情。因为战争，马戈被国家征招从军，已身怀六甲的她被迫和丈夫马戈分开。
娜娜因为无法自然分娩，与肚子里的小孩双双逝世。即使她已死亡，变成了Pi Dai Tang Gom。她的尸体被埋在鬼妻庙后的墓地里。她的鬼魂也仍然留守在家里，等待着马戈归来。然而他的丈夫马戈在战场上受了重伤。后来他被送去曼谷治疗，一位高僧救回了他的性命。出院后，他连忙从曼谷赶回家。他在落日之前回到了家，但是他并不知道他的妻子已经去世了。他发现他深爱的妻子和孩子正在等他。邻居们纷纷警告他正和鬼住在一起，但他不相信他们。
一天，娜娜在准备制作泰式辣酱时，门廊上掉了一颗酸橙。在她急于取回它的过程中，她将手臂伸到不可能的长度从地面上捡起它。马戈见状，意识到妻子是鬼。当晚，马戈偷偷溜出家门，娜娜紧追不舍。根据泰国民间传说，鬼魂害怕粘稠的艾纳香叶，所以马戈躲在艾纳香（泰語：发音为nat）灌木丛的后面。然后，他跑进了玛哈布寺里，由于那里是圣地，所以鬼魂无法进入寺庙里头。
娜娜悲痛欲绝，她恐吓帕卡隆的居民，对他们让马戈离开她感到愤怒。然而，一位强大的驱魔人抓住了娜娜的鬼魂；把她关在一个瓦罐里后，扔进了帕卡隆运河。
故事的其余部分存在地区差异。其中，一对刚到帕卡隆的老夫妇在钓鱼时发现了这个罐子；而另一版本则是，两个渔夫在发现了瓦罐后挖出罐子。在这两种情况下，打开罐子时都会释放已经被封印的娜娜。
在其他版本中，一位名叫阿赞多的出家人将娜娜的灵魂限制在前额的骨头中并将其绑在腰带上。据说那条腰带目前归泰国王室所有。拉玛五世亲王阿巴卡拉·基亚蒂文斯也声称拥有这件遗物。

## 流行文化
鬼妻娜娜的故事也是许多电影、电视剧和印刷媒体的主要题材。